# 梅坪町 (八王子市)
梅坪町（うめつぼまち）は東京都八王子市の町名。丁番を持たない単独町名であり、住居表示未実施区域。郵便番号は192-0013（八王子郵便局管区）。

## 地理
東と北に滝山町、西と南に谷野町、北西に丹木町が隣接している。

## 歴史

### 地名の由来
船木田荘の郷名が由来。南北朝時代には既に名前を確認できる。

### 沿革
- 1878年（明治11年）11月18日 - 郡区町村編制法の神奈川県での施行により南多摩郡が発足。
- 1889年（明治22年）4月1日 - 町村制施行により、神奈川県南多摩郡内、梅坪村を含む13村が合併して加住村が成立し、旧梅坪村域は同村の大字梅坪となる[5]。
- 1893年（明治26年）4月1日 - 南多摩郡が東京府へ編入される。
- 1943年（昭和18年）7月1日 - 東京都制施行。
- 1955年（昭和30年）4月1日 - 加住村が八王子市へ編入される。
- 1956年（昭和31年）10月1日 - 旧加住村大字梅坪の区域が梅坪町となる[5]。

## 世帯数と人口
2023年（令和5年）10月31日現在の世帯数と人口は以下の通りである。
| 町丁   | 世帯数  | 人口  |
| ------ | ------- | ----- |
| 梅坪町 | 158世帯 | 274人 |

## 小・中学校の学区
市立小・中学校に通う場合、学区は以下の通りとなる。
| 番地 | 小学校               | 中学校               |
| ---- | -------------------- | -------------------- |
| 全域 | 八王子市立加住小学校 | 八王子市立加住中学校 |

## 交通

### 鉄道
町域内に駅は存在しない。八王子駅から秋川駅、羽村駅を経て箱根ケ崎駅までを結ぶ多摩都市モノレール線が町域内を通過する構想があるが、具体化されていない。

### 道路
- 東京都道169号淵上日野線(新滝山街道)：梅坪町北部を東西に通過する。

## 施設
商業
- ビッグモーター八王子インター店
- ファミリーマート新滝山街道店
- 南京亭八王子新滝山街道店

その他
- 梅坪天神神社
- 梅坪・沖の前遺跡